# Anaphes collinus
Anaphes collinus är en stekelart som beskrevs av Walker 1846. Anaphes collinus ingår i släktet Anaphes och familjen dvärgsteklar. Inga underarter finns listade i Catalogue of Life.